# Ázerbájdžán na Letních olympijských hrách 2004
Ázerbájdžán se účastnil Letní olympiády 2004 Zastupovalo ho 36 závodníků, 30 mužů a 6 žen, soutěžil v 10 sportech.

## Medailové pozice
| Medaile | Jméno                  | Sport             | Disciplína                     |
| ------- | ---------------------- | ----------------- | ------------------------------ |
| Zlato   | Farid Mansurov         | Zápas             | Muži řecko-římský do 66 kg     |
| Bronz   | Fuad Aslanov           | Box               | muži váha muší - do 52 kg      |
| Bronz   | Ağası Məmmədov         | Box               | muži váha bantamová - do 54 kg |
| Bronz   | Irada Ashumova         | Sportovní střelba | ženy 25 m sportovní pistole    |
| Bronz   | Zemfira Meftahatdinova | Sportovní střelba | ženy skeet                     |